# Richard Hambleton
Richard Hambleton (* 1952 oder 1954 in Vancouver, Kanada; † 29. Oktober 2017) war ein Maler und Graffiti-Künstler. Er selbst zählt diesen Teil seiner Kunst zur Kunst im öffentlichen Raum. Zuletzt lebte und arbeitete er in der Lower East Side in New York.

## Arbeiten im öffentlichen Raum

### „Massenmorddarstellungen“
Hambletons frühe Werke im öffentlichen Raum stellen eine Imitation von Kriminalschauplätzen dar. Dazu malte er mit weißer Kreide die typischen Umrisse von Mordopfern um auf dem Boden liegende Freiwillige und spritzte anschließend rote Farbe über die Zeichnung, um einen möglichst authentisch wirkenden „Mordschauplatz“ zu schaffen. Von 1976 bis 1979 verteilte er in San Francisco, Vancouver, Los Angeles, Toronto, Chicago, New York, Seattle, Montreal, Winnipeg, Regina, Calgary, Portland, Ottawa und Banff über 600 dieser Werke. Wie auch seine späteren Schattenmänner sollten diese Passanten schockieren und Aufsehen erregen.

### Schattenmänner

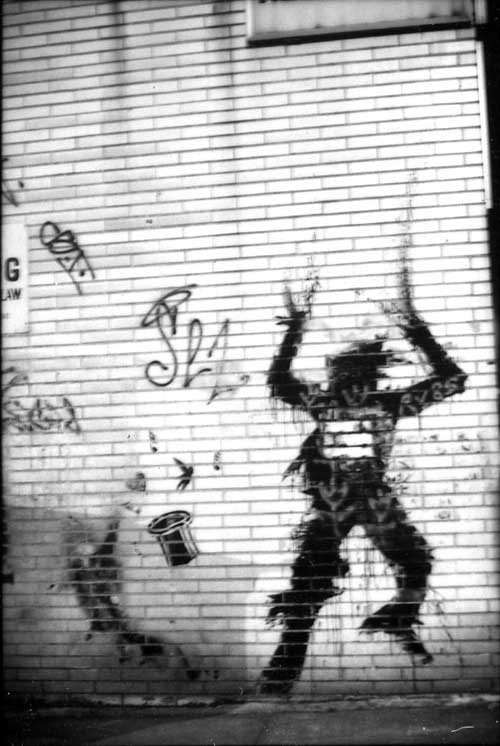
Ein Schattenmann

Seine berühmtesten Arbeiten sind die sogenannten Schattenmänner (Shadowmen) aus den frühen 1980er Jahren. Diese lebensgroßen, menschlichen Silhouetten malte er teilweise sehr grob mit schwarzer Farbe im öffentlichen Raum auf diverse Wände. Er platzierte diese Gestalten so, dass sie eine möglichst große Wirkung auf die Rezipienten erzielen. So setzte er seine Figuren z. B. bewusst in dunkle Gassen und Ecken, wo sie sozusagen auf Fußgänger „lauern“ und diese erschrecken sollen. Er wirkte mit diesen Arbeiten außer in New York unter anderem auch in Paris und Berlin.

## Ausstellungen
Werke von Richard Hambleton sind nicht nur im öffentlichen Raum zu finden, sondern werden seit 1977 auch weltweit in Galerien und auch Museen ausgestellt. Darunter sind auch Leinwand- und Papierarbeiten seiner Schattenmänner. Seine Kunst wurde u. a. auch auf der Biennale in Venedig 1984 und 1988 gezeigt.

## Späterer Stil
Seine späteren Arbeiten werden als „Beautiful Paintings“ bezeichnet. Hambleton benutzte dafür transparente Farben auf einem metallischen Untergrund, um Licht und Farben vom und zum Betrachter zu reflektieren, der so Teil seiner Werke werden soll. Auf diese Weise versuchte er erneut, den Rezipienten in seine Kunst zu integrieren.